# サモトラキ島

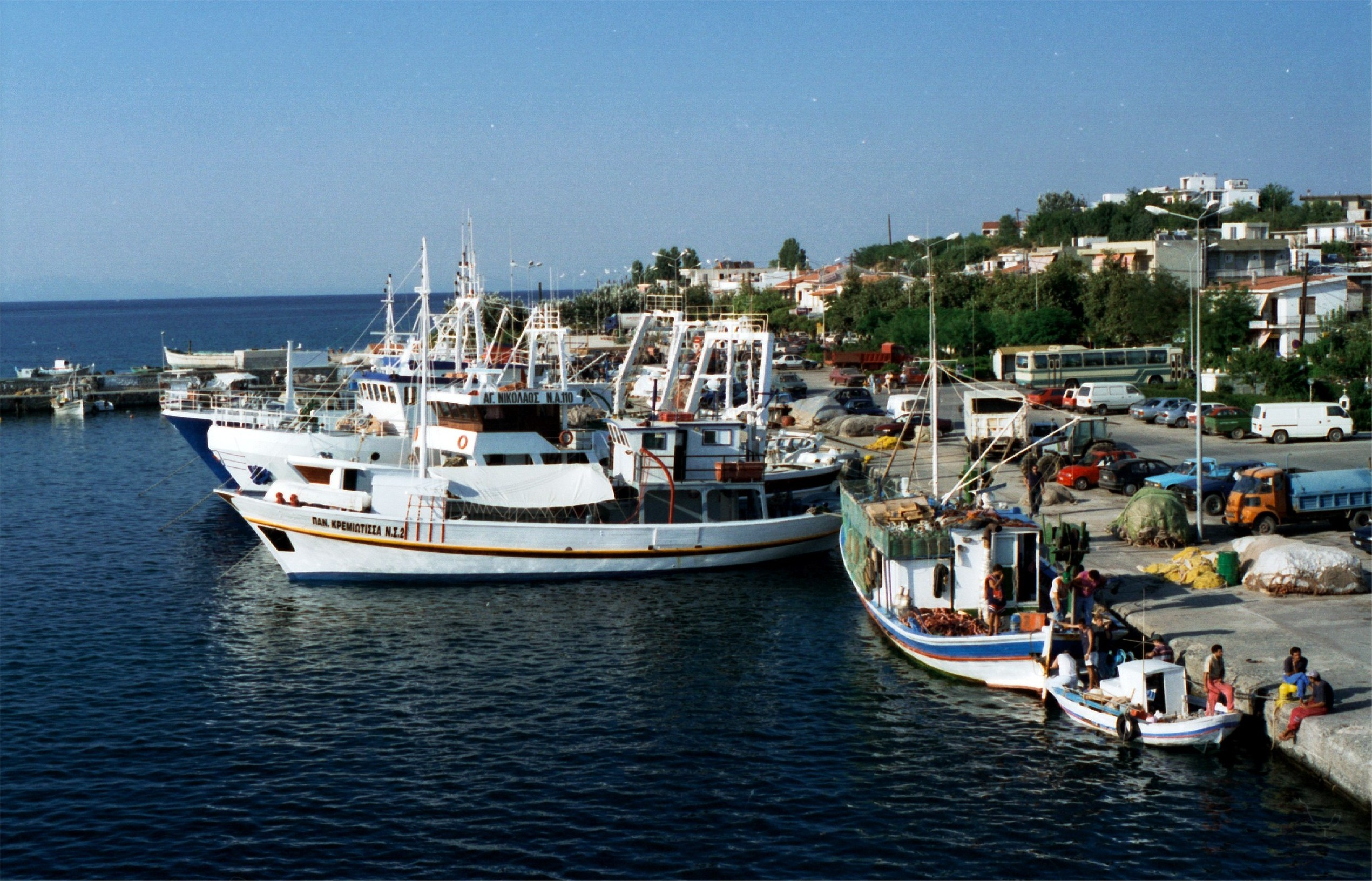
サモトラキの港

サモトラキ島（サモトラキとう、ギリシア語: Σαμοθράκη / Samothráki）は、エーゲ海北東部に位置するギリシャ領の島。行政上は東マケドニア＝トラキア地方エヴロス県に含まれ、ギリシャ領トラキアの南端にあたる。サモトラケ島とも呼ばれ、「サモトラケのニケ」像の発掘地として知られる。

## 名称
古典ギリシア語ではサモトラーイケー（Σαμοθρᾴκη / Samothrāíkē）と呼ばれた。サモトラーケー、サモトラケーなどとも転記される。
トルコ語ではセマーディレキ（Semadirek）と呼ばれる。

## 地理
ギリシャ＝トルコ国境のわずか数キロの西方の海に浮かぶ。島最長部で17km、面積178km2。
島の最高峰は標高1,611メートルのサオス山（フェンガリ山） (el:Σάος) で、これはエーゲ海の島々にある山の中では最高峰である。ホメーロスの叙事詩『イーリアス』では、海神ポセイドーンがこの山の山頂からトロイア戦争を見物したことになっている。
- この島の特徴である池の一つ

## 歴史
サモトラキ島に人類が居住し始めたのは紀元前11世紀に遡る。島の名である「サモトラキ」とは「トラキア地方のサモス」という意味で、古典期の史料では最初に入植したのはイオニア地方のサモス人とされていた。しかし、発掘調査によって発見された文字史料から、最初に入植したのはアイオリス地方の人々だったと推測されている。紀元前8世紀にはギリシャ人が入植しはじめる。紀元前5世紀頃から、古の神カベイロスを祀る秘儀信仰が有名となり、現在サモトラキ神殿群と呼ばれている場所を聖地として多くの入信者が集まるようになる。
紀元前508年に島はアケメネス朝ペルシアに奪われ、のち紀元前5世紀のデロス同盟、紀元前377年の第二次海上同盟ではアテナイ側に加盟した。
ピリッポス2世に服従してから紀元前168年までマケドニア王国が宗主権を握った。伝説では、ピリッポス2世と夫人となるオリュンピアスは、カベイロスの秘儀を受けるためにサモトラキ島を訪れていた時に出会ったといわれ、以後王家縁の地としてアンティゴノス朝のみならず、プトレマイオス朝からも庇護された。紀元前168年のピュドナの戦いでアンティゴノス朝はローマ帝国に敗れ滅亡したが、その最後の王ペルセウスは逃避行の末にサモトラキ島で捕らえられた。
サモトラキは独立し、この状態は紀元70年にウェスパシアヌスのローマ帝国に支配されるまで続いた。
トロイア王家の始祖であり、ローマ建国の英雄アエネアスの祖であるダルダノスはサモトラキ出身であるという伝説があり、サモトラキ島はローマ人の関心を集めた。カベイロスの秘儀に興味を持ち、多くの有力者が入信したと伝えられる。ローマの庇護の下でサモトラケ島は繁栄したが、2世紀末に大地震が起き、神域も含め甚大な被害を受けたサモトラケ島は被害から立ち直ること無く衰退していった。4世紀にテオドシウス1世が異教を全面的に禁止したことから、カベイロスの秘儀も消滅してしまう。
東ローマ帝国は1204年まで島を支配し、その後ヴェネツィア共和国がサモトラキを獲得。1355年に一時ジェノヴァのガッティルージ家にヴェネツィアが追い出されたことがある。
15世紀前半にはフィレンツェの旅行家クリストフォロ・ブオンデルモンティや、アンコーナのキリアコスがこの地を踏査し、歴史地図や古代遺跡の記録を残している。
1457年、オスマン帝国が島を征服。1821年からのギリシャ独立戦争で住民の多くが対トルコ反乱に加わり、多くの人々が虐殺され人口を減らした。1913年、バルカン戦争の結果サモトラキはギリシャへ復帰した。第二次世界大戦中、短期間ブルガリアに占領された。

## 社会

### 経済・産業
主な産業は漁業と観光。
島の資源には、花崗岩と玄武岩がある。

### 人口推移
| 年     | 人口 | 増減      | 島全体の人口 | 増減        | 密度      |
| ------ | ---- | --------- | ------------ | ----------- | --------- |
| 1981年 | -    | -         | 2,871        | -           | 16.13/km2 |
| 1991年 | 719  | 995/27.9% | 3,083        | +112/+3.90% | 17.32/km2 |

## 行政区画

### 自治体（ディモス）
サモトラキ市（Δήμος Σαμοθράκης）は、東マケドニア・トラキア地方エヴロス県に属する基礎自治体（ディモス）である。サモトラキ市はサモトラキ島1島からなる。

## 交通
北西岸のカマリオティッサ港は、北ギリシャのアレクサンドルーポリとカヴァラとをフェリーで結ぶ。島に商業空港はない。

## 文化・観光・施設
島で最も有名な場所は、カマリオティッサから東へ6キロメートルに位置する、サモトラキ神殿群（ギリシャ語でHieron ton Megalon Theon）である。現存する遺構の多くは4世紀以降に作られたものがほとんどだが、ピリッポス2世が紀元前340年に寄進した「テメノス」もしくは発見されたレリーフにちなんで「踊る少女たちの聖所」と呼ばれる遺構や、プトレマイオス朝の王女アルシノエ2世が紀元前280年に寄進した円形堂アルシノエイオン、最終段階の秘儀を行う神殿ヒエロンの遺構などがある。
古代の都市遺跡はパレオポリ（旧市街）と呼ばれ、北岸にある。古代の城壁が残り、サモトラキ神殿群同様どっしりとしたサイクロピアン様式で建てられている。エレウシスの秘儀と対照的に、神話の儀礼が奴隷・自由民両方の参加で行われていたという。
遺跡群の北西には中世の城塞跡と、紀元前3世紀前半にアンティゴノス・ゴナタスが勝利の記念として奉納した三段櫂船を展示した展示ホール、ネオリオンとストアの遺構がある。
ここにはギリシャ神話の女神ニケを模した、全長2.5メートルの大理石像『サモトラケのニケ』があった。この像はフランスの考古学者シャルル・シャンポワゾーによって1863年に一部が発見された。現在はルーヴル美術館に収蔵されている。
島のみどころは他に絵のようなホラの旧市街、いくつもの滝がある。

## 出身人物
- サモトラケのアリスタルコス - 紀元前2世紀の文献学者